# Shira Haas

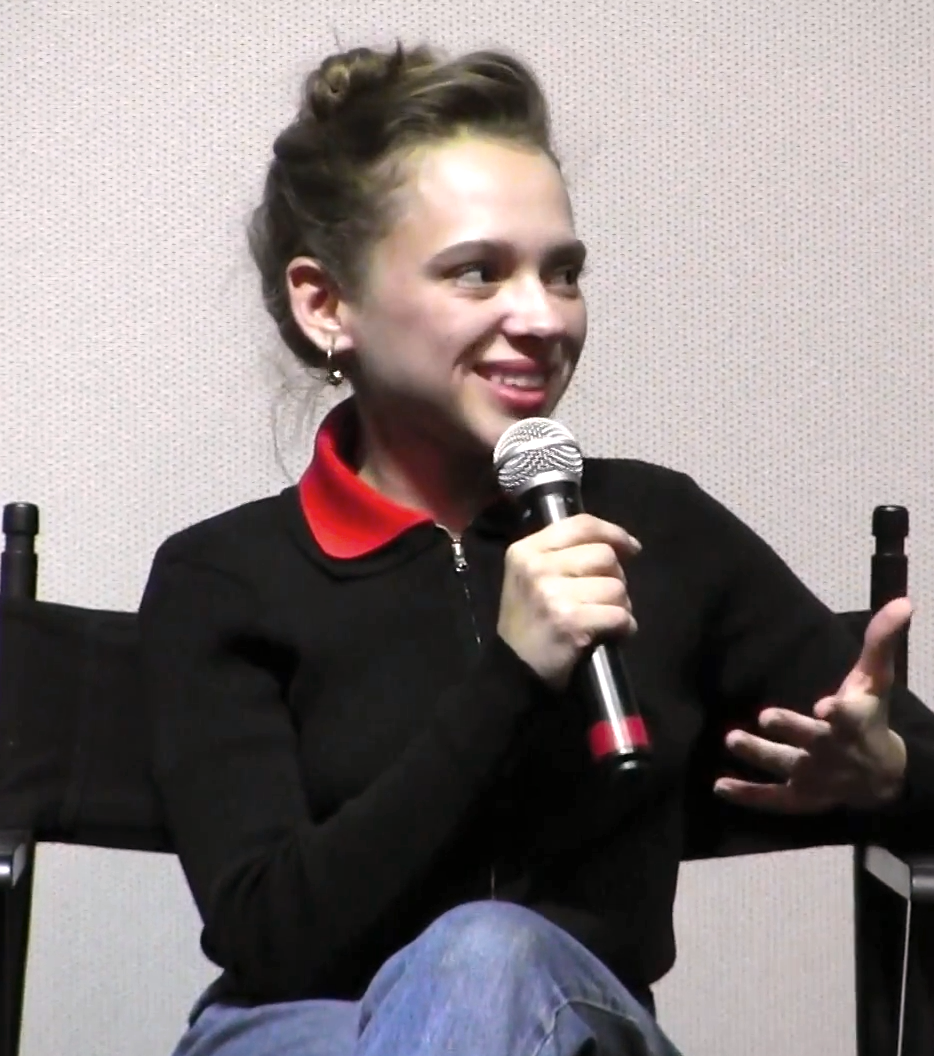
Shira Haas in 2018

Shira Haas (Hebreeuws: שירה האס; (Hod HaSharon, 11 mei 1995) is een Israëlische actrice. Haas speelde in verschillende Israëlische films en tv-series en kreeg internationale bekendheid door haar rol als de chassidische Esther Shapiro (Esty) in de serie Unorthodox uit 2020. Hier en in de serie Shtisel speelt ze een vrouw van ultra-orthodoxe komaf.

## Jeugd
Haas werd geboren in Tel Aviv, Israël, aan een seculier Joods gezin. Haar ouders, beiden Israëlisch geboren joden (ook bekend als "Sabra"), zijn van Asjkenazisch-joodse afkomst. Twee van haar grootouders zijn overlevenden van de Holocaust; haar grootvader zat gevangen Auschwitz tijdens de tweede wereldoorlog. Toen ze één jaar oud was, verhuisde haar familie naar de stad Hod Hasjaron, Israël, waar ze opgroeide met haar oudere zus en broer. Op tweejarige leeftijd kreeg Haas de diagnose nierkanker, en twee jaar later herstelde ze na een reeks zware behandelingen.
Ze studeerde aan de Thelma Yellin Hoge school voor Kunsten in Givatayim, Israël, met als hoofdvak theater, alvorens een korte periode haar dienstplicht (waar ze een vrijstelling voor had) in de militaire band en theatereenheid van de Israëlische strijdkrachten te voltooien.

## Actrice
Haas is vier keer genomineerd voor een Ophir en won deze in 2018 in de categorie actrice in een bijrol voor haar rol in The Cakemaker. In 2020 won ze op het Tribeca Film Festival de prijs in de categorie Best Actress in an International Narrative Feature Film voor haar rol in the film Asia van Ruthy Pribar.
Haas speelde hoofdrollen in diverse (Netflix-)series, waaronder Shtisel (2013-2021), Unorthodox (2020) en Bodies (2023).
In 2025 verscheen Haas als agent Ruth Bat-Seraph in Captain America: Brave New World in het Marvel Cinematic Universe. Een voormalige Black Widow uit Israel en de veiligheidsadviseur van president Thunderbolt Ross. Sabra is vernoemd naar een populaire cactusvrucht en speelde eerder in ongeveer 50 stripboeken van Marvel een rol.
- Gemeinsame Normdatei: 1139563386
- Library of Congress Control Number: n2019063631
- Nationale Bibliotheek van Israël: 987008713284005171
- Virtual International Authority File: 4625157226598885410000
- WorldCat: E39PBJwXbxQbx9Rf9TwrdMCmh3